# Guibeville
Guibeville település Franciaországban, Essonne megyében. Lakosainak száma 929 fő (2022. január 1.). Guibeville La Norville, Avrainville, Cheptainville és Marolles-en-Hurepoix községekkel határos.

## Népesség
A település népességének változása:
| Lakosok száma | 726  | 717  | 725  | 707  | 698  | 842  | 871  | 900  | 929  |
|               | 2013 | 2015 | 2016 | 2017 | 2018 | 2019 | 2020 | 2021 | 2022 |